# Leichtathletik-Weltmeisterschaften 2001/50 km Gehen der Männer
Das 50-km-Gehen der Männer bei den Leichtathletik-Weltmeisterschaften 2001 wurde am 11. August 2001 in den Straßen der kanadischen Stadt Edmonton ausgetragen.
Seinen zweiten WM-Titel nach 1997 errang der dreifache Olympiasieger (50 km: 1996/2000 –  20 km: 2000) und amtierende Europameister Robert Korzeniowski aus Polen. 1995 hatte er außerdem WM-Bronze errungen. Rang zwei belegte der spanische Weltmeister von 1993 und Vizeweltmeister von 1997 Jesús Ángel García. Bronze ging an den Mexikaner Edgar Hernández.

## Bestehende Bestmarken

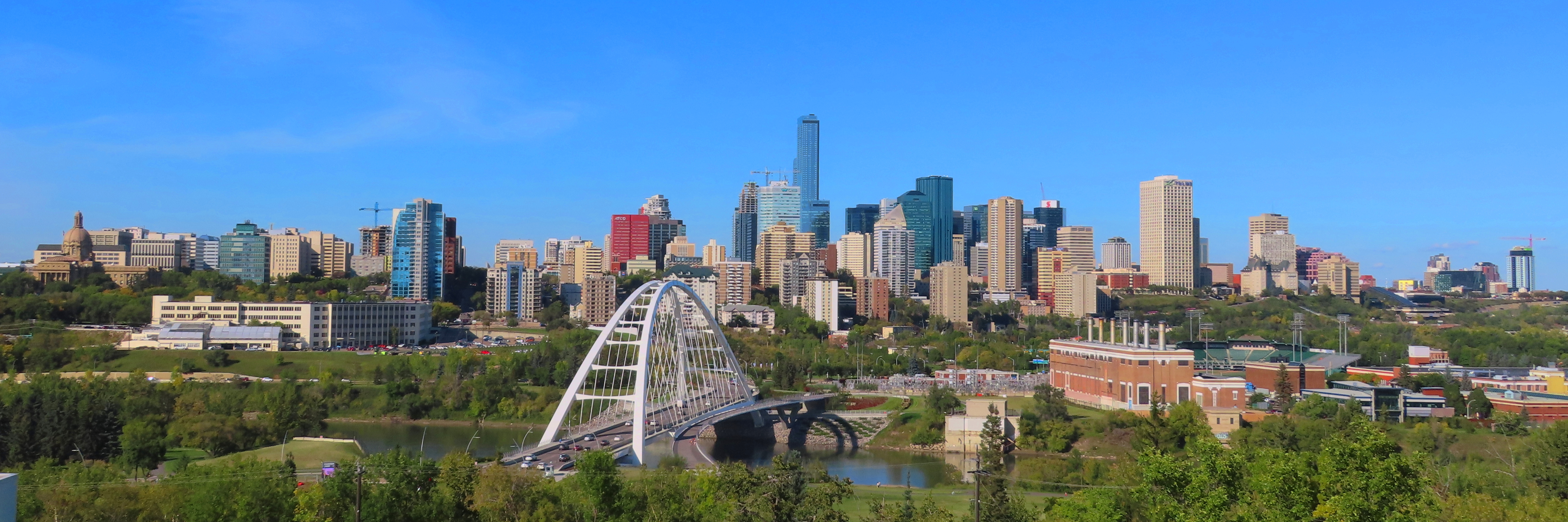
Edmonton-Skyline, im Jahr 2019

| Weltbestzeit | 3:37:26 h | Waleri Spizyn     | Moskau, Russland        | 21. Mai 2000    |
| WM-Rekord    | 3:40:53 h | Maurizio Damilano | WM 1987 in Rom, Italien | 30. August 1987 |

Anmerkung:
Rekorde wurden im Marathonlauf und Straßengehen wegen der unterschiedlichen Streckenbeschaffenheiten mit Ausnahme von Meisterschaftsrekorden immer noch nicht geführt.
Der bestehende WM-Rekord wurde bei diesen Weltmeisterschaften nicht eingestellt und nicht verbessert.
Der polnische Weltmeister Robert Korzeniowski erzielte mit 3:42:08 h eine neue Weltjahresbestleistung.

## Durchführung
Hier gab es keine Vorrunde, alle 48 Geher traten gemeinsam zum Finale an.

## Ergebnis

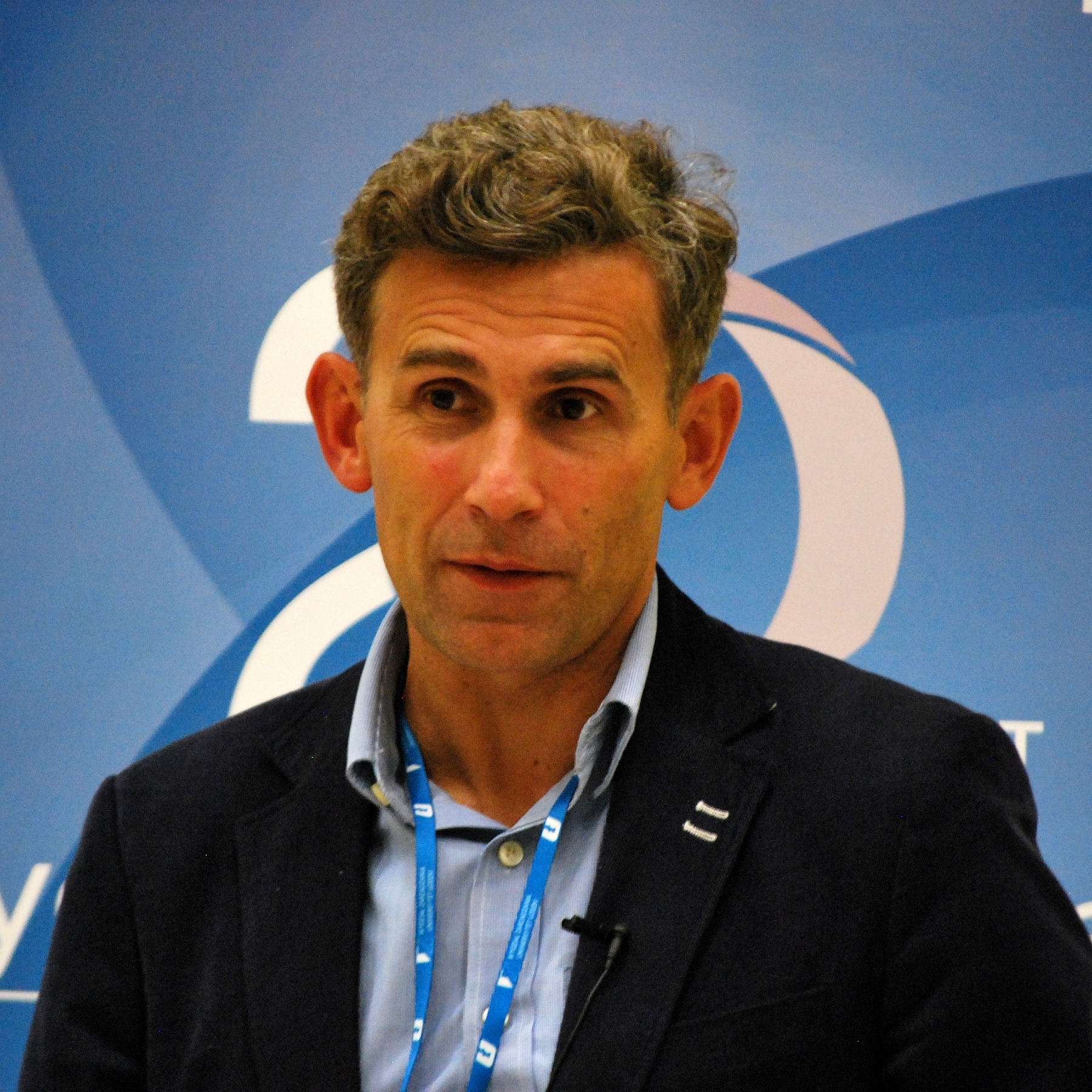
Zum zweiten Mal Weltmeister wurde der Dominator dieser Jahre auf den Gehstrecken Robert Korzeniowski (Foto: 2014), unter anderem auch dreifacher Olympiasieger

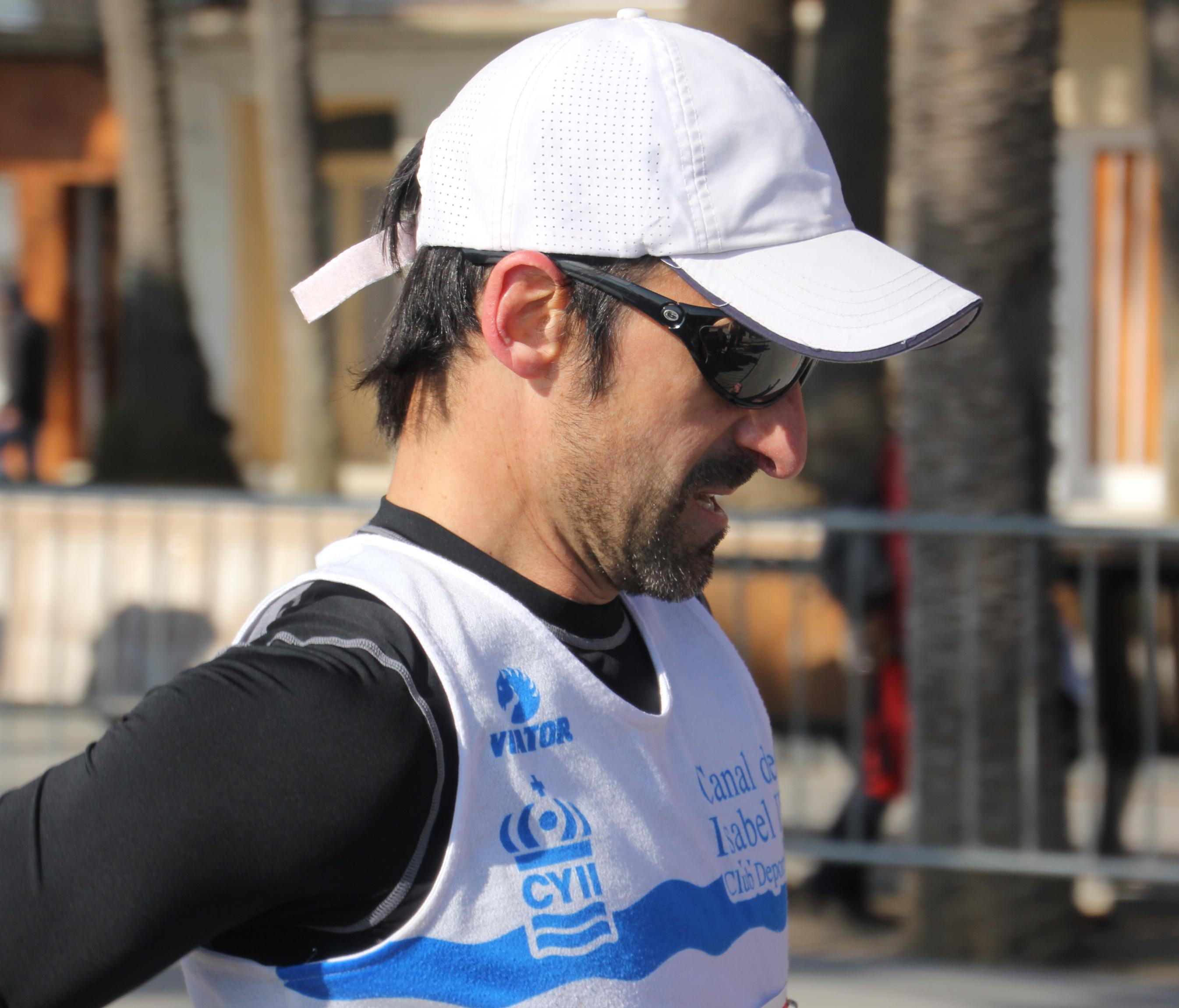
Jesús Ángel García, 1993 Weltmeister, wurde zum zweiten Mal nach 1997 Vizeweltmeister

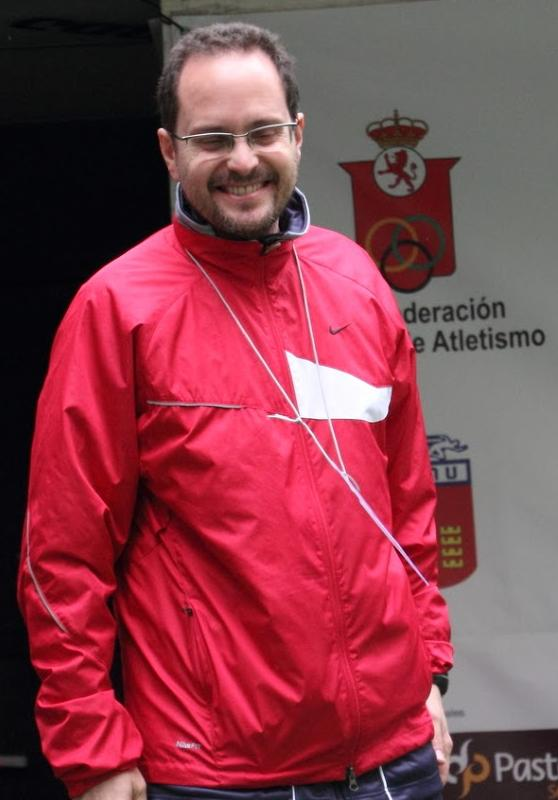
Valentí Massana, 1996 Olympiadritter, über 20 km 1993 Weltmeister, 1995 Vizeweltmeister und 1994 EM-Dritter, kam hier auf den sechsten Platz

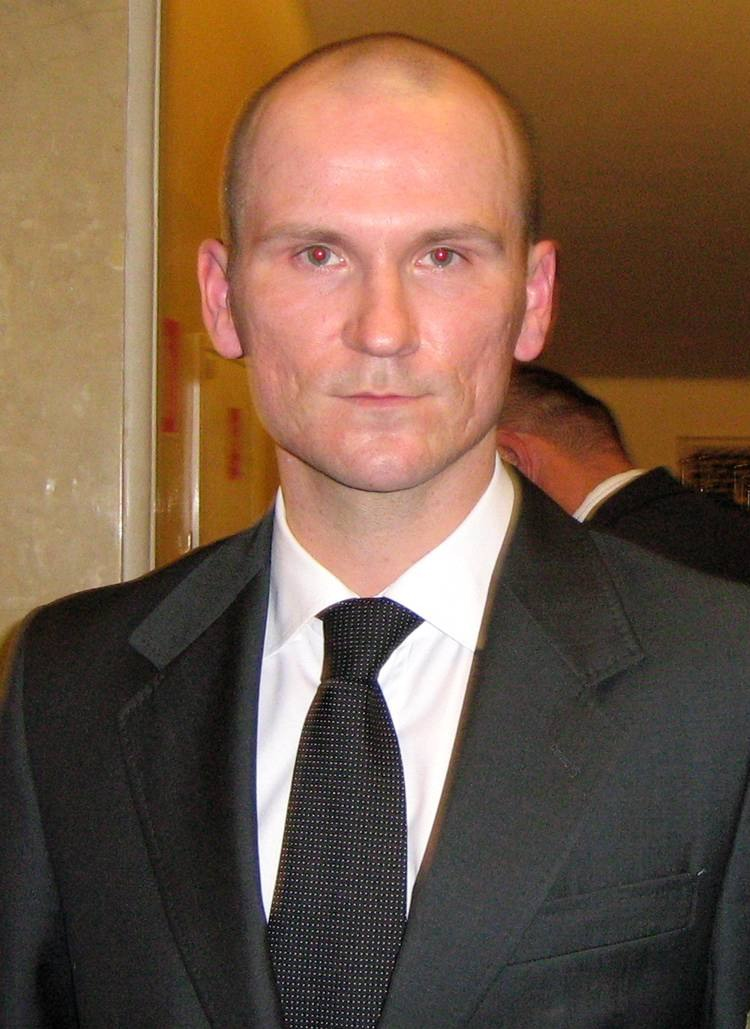
Tomasz Lipiec, später tätig als Sportjournalist und Politiker, wurde Neunter

11. August 2001, 8:00 Uhr
| Platz | Name                   | Nation         | Zeit (h)   |
| ----- | ---------------------- | -------------- | ---------- |
| 1     | Robert Korzeniowski    | Polen          | 3:42:08 WL |
| 2     | Jesús Ángel García     | Spanien        | 3:43:07    |
| 3     | Edgar Hernández        | Mexiko         | 3:46:12    |
| 4     | Aigars Fadejevs        | Lettland       | 3:46:20    |
| 5     | Wladimir Potjomin      | Russland       | 3:46:53    |
| 6     | Valentí Massana        | Italien        | 3:48:28    |
| 7     | Curt Clausen           | USA            | 3:50:46    |
| 8     | Marco Giungi           | Italien        | 3:51:09    |
| 9     | Tomasz Lipiec          | Polen          | 3:53:06    |
| 10    | Mike Trautmann         | Deutschland    | 3:53:25    |
| 11    | Denis Langlois         | Frankreich     | 3:53:42    |
| 12    | David Boulanger        | Frankreich     | 3:53:52    |
| 13    | Francesco Galdenzi     | Italien        | 3:54:42    |
| 14    | Phillip Dunn           | USA            | 3:56:33    |
| 15    | Mikel Odriozola        | Spanien        | 3:57:17    |
| 16    | Spirídon Kastánis      | Griechenland   | 3:57:35    |
| 17    | Yoshimi Hara           | Japan          | 3:58:47    |
| 18    | Miloš Holuša           | Tschechien     | 3:58:54    |
| 19    | Tim Berrett            | Kanada         | 3:59:34    |
| 20    | Sergei Korepanow       | Kasachstan     | 3:59:57    |
| 21    | Aleksandar Raković     | BR Jugoslawien | 4:01:50    |
| 22    | Jacob Sørensen         | Dänemark       | 4:03:21    |
| 23    | Štefan Malík           | Slowakei       | 4:04:50    |
| 24    | Miguel Ángel Rodríguez | Mexiko         | 4:06:45    |
| 25    | Jorge Costa            | Portugal       | 4:07:48    |
| 26    | Fredrik Svensson       | Schweden       | 4:08:35    |
| 27    | René Piller            | Frankreich     | 4:10:54    |
| 28    | Jamie Costin           | Irland         | 4:11:58    |
| 29    | Fumio Imamura          | Japan          | 4:12:28    |
| 30    | Ugis Bruvelis          | Lettland       | 4:22:02    |
| 31    | Arturo Huerta          | Kanada         | 4:25:07    |
| DNF   | Matej Spišiak          | Slowakei       |            |
| DNF   | Giovanni De Benedictis | Italien        |            |
| DNF   | Alexei Wojewodin       | Russland       |            |
| DNF   | Trond Nymark           | Norwegen       |            |
| DNF   | Craig Barrett          | Neuseeland     |            |
| DNF   | Omar Zepeda            | Mexiko         |            |
| DNF   | Sándor Urbanik         | Ungarn         |            |
| DSQ   | Modris Liepinš         | Lettland       |            |
| DSQ   | Nikolai Matjuchin      | Russland       |            |
| DSQ   | Bengt Bengtsson        | Schweden       |            |
| DSQ   | Daugvinas Zujus        | Litauen        |            |
| DSQ   | Nathan Deakes          | Australien     |            |
| DSQ   | Liam Murphy            | Australien     |            |
| DSQ   | Roman Magdziarczyk     | Polen          |            |
| DSQ   | Pedro Martins          | Portugal       |            |
| DSQ   | Darren Bown            | Australien     |            |
| DSQ   | Denis Trautmann        | Deutschland    |            |

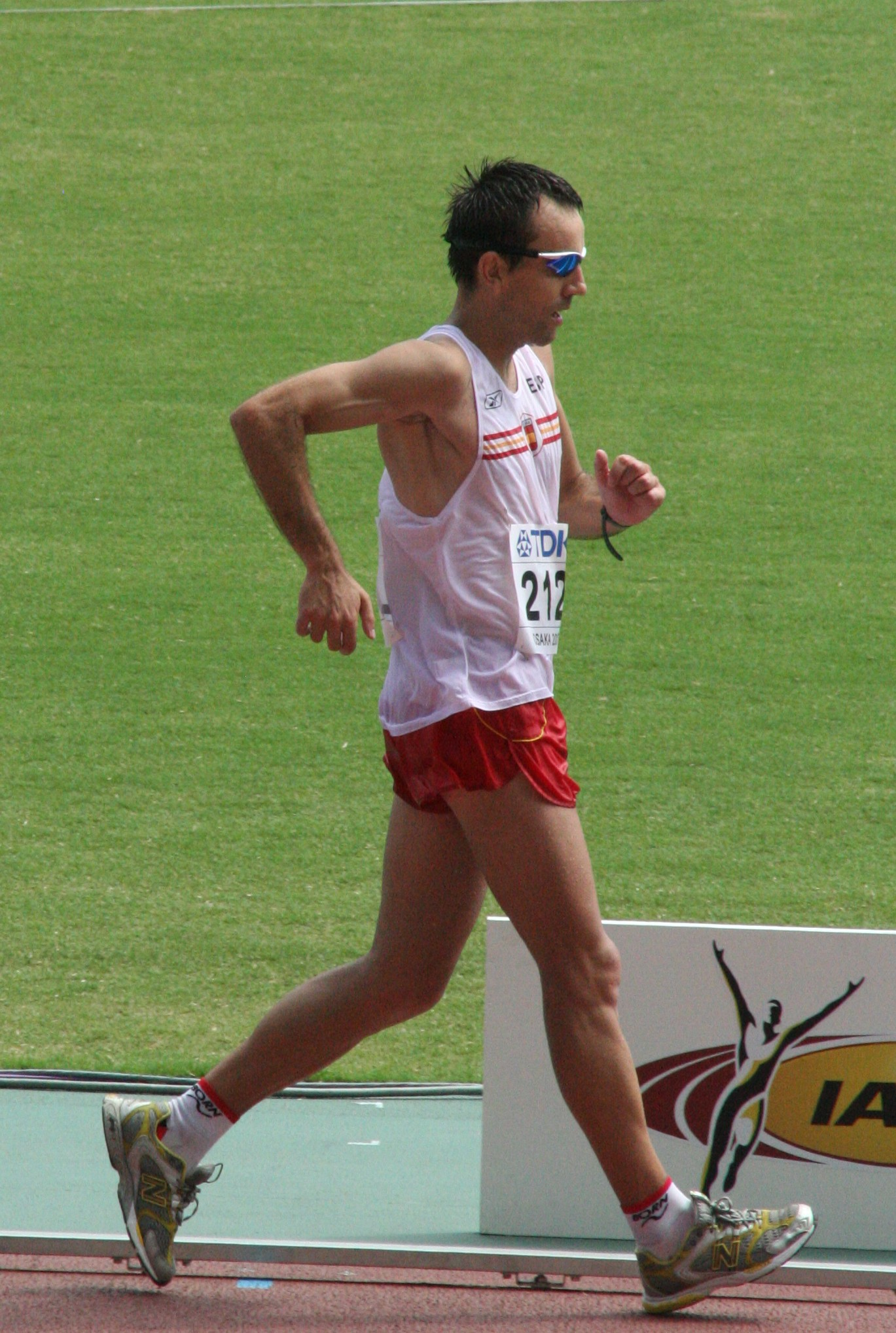
Mikel Odriozola belegte Rang fünfzehn
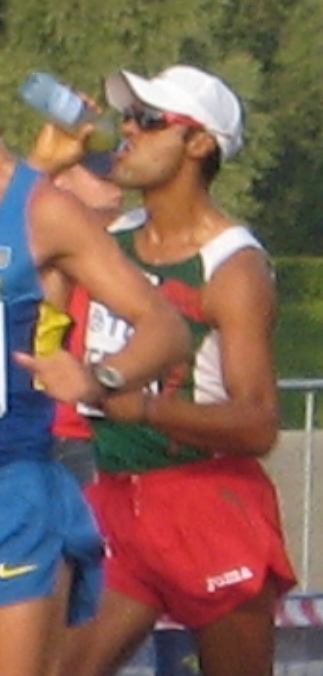
Omar Zepeda gab den Wettkampf auf
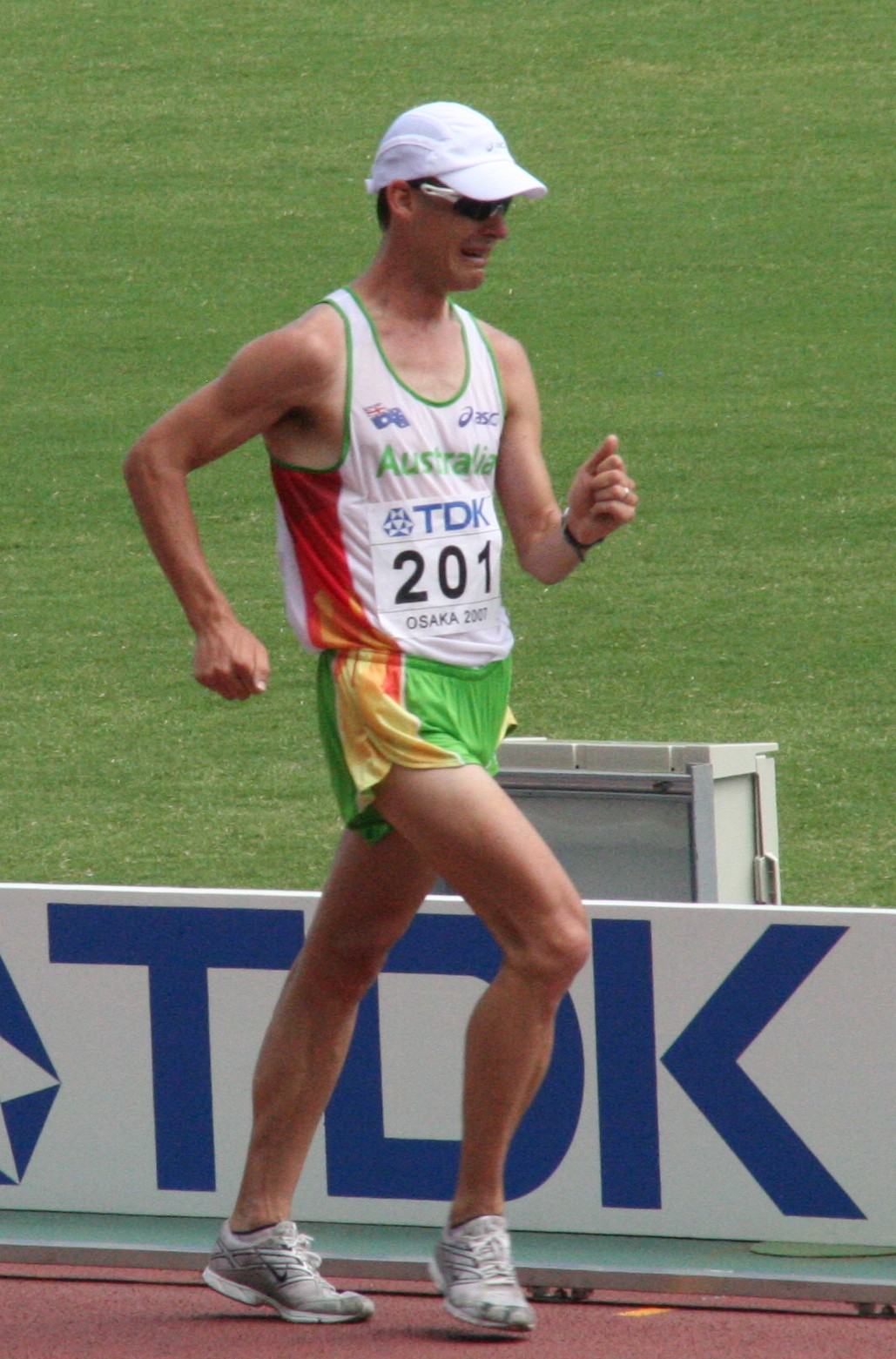
Nathan Deakes, über 20 km auf Rang vier und 2000 Olympiadritter, wurde disqualifiziert

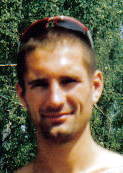
Roman Magdziarczyk – disqualifiziert
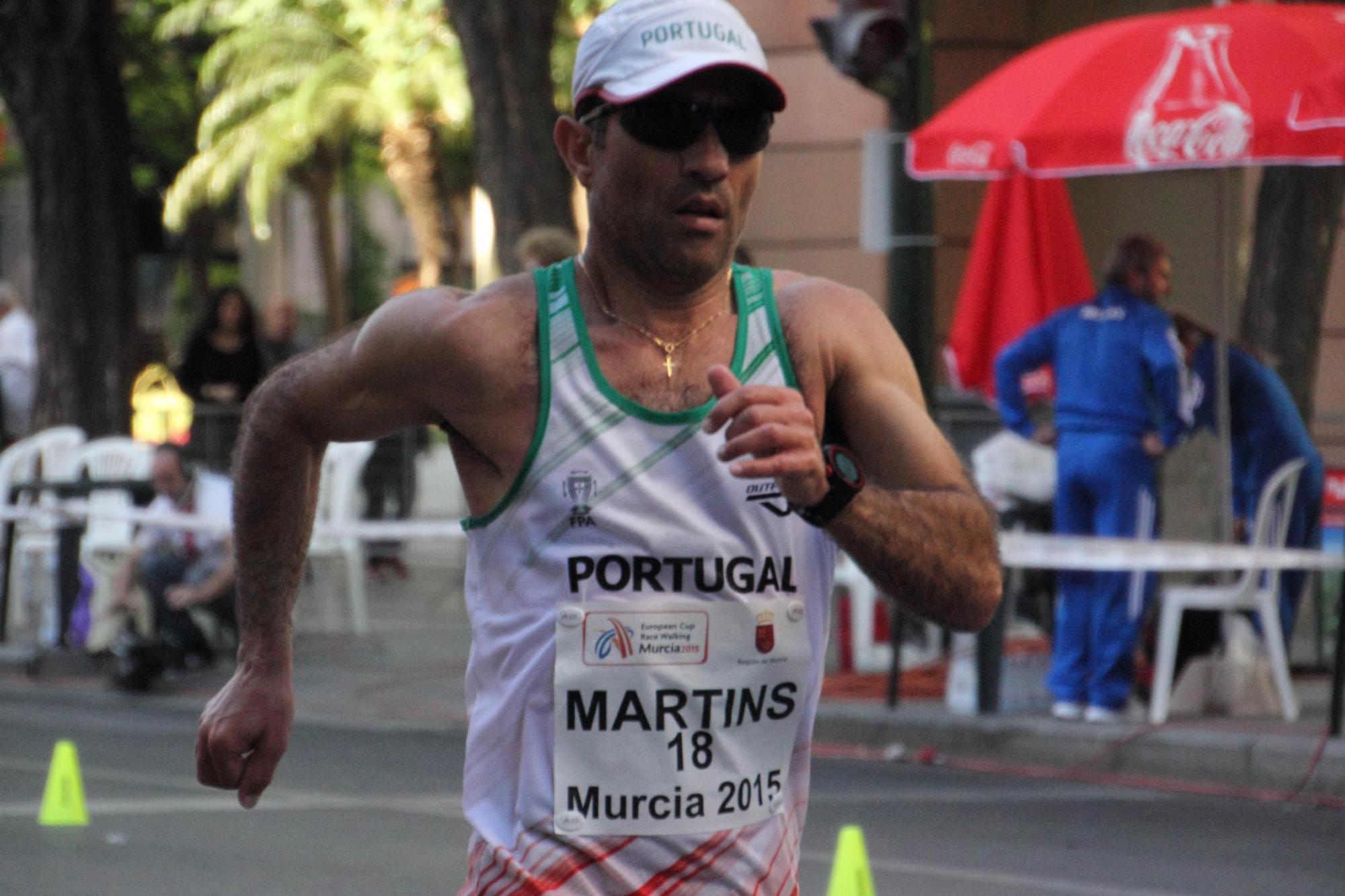
Pedro Martins – disqualifiziert

## Video
- 2001 IAAF World Athletics Championships - Men's 50km Walk Final auf youtube.com, abgerufen am 12. August 2020